# Acacia abyssinica
Acacia abyssinica är en ärtväxtart som beskrevs av George Bentham. Acacia abyssinica ingår i släktet akacior, och familjen ärtväxter.

## Underarter
Arten delas in i följande underarter:
- A. a. abyssinica
- A. a. calophylla